# 香港古樹名木
香港古樹名木，是一本香港出版的參考書，由香港賽馬會慈善信託基金會贊助。內容表列及介紹香港100種古樹名木的中英文學名、俗稱，及其在香港發現的位置，部分例如:
- 南洋杉: 在香港動植物公園有一株，而大埔林村的另一株已經因颱風吹倒。第22頁
- 樟樹: 在香港有118株列為古樹，分佈於九龍公園、金錢村、荔枝窩、沙羅洞等地。在沙田烏溪沙村民封它為伯公之神。第36頁
- 刺桐: 在赤柱新城樓有一株古樹，高21米，徑寬150厘米。第138頁
- 紫檀樹: 在中區政府合署下亞厘畢道正門前有一棵，舊照片所見它早於1895年已經存在。第140頁
- 桃花心木: 在跑馬地香港墳場有一株130年，樹高23米，樹冠25米。第198頁
- 柚木: 在紅棉路消防局有一株，樹齡過百年，高16米。第212頁

香港古樹名木的編者稱，香港能夠保存眾多古樹名木，原因之一是村民篤信風水，所以積極保護風水樹和風水林。另外還有香港法例《林區及郊區條例》和《郊野公園條例》的實施。
在此參考書內容還有百日青、白蘭、黃樟、黃心樹、高山榕、黃牛木、土沉香、五月茶等的陳述。